# Stimulant

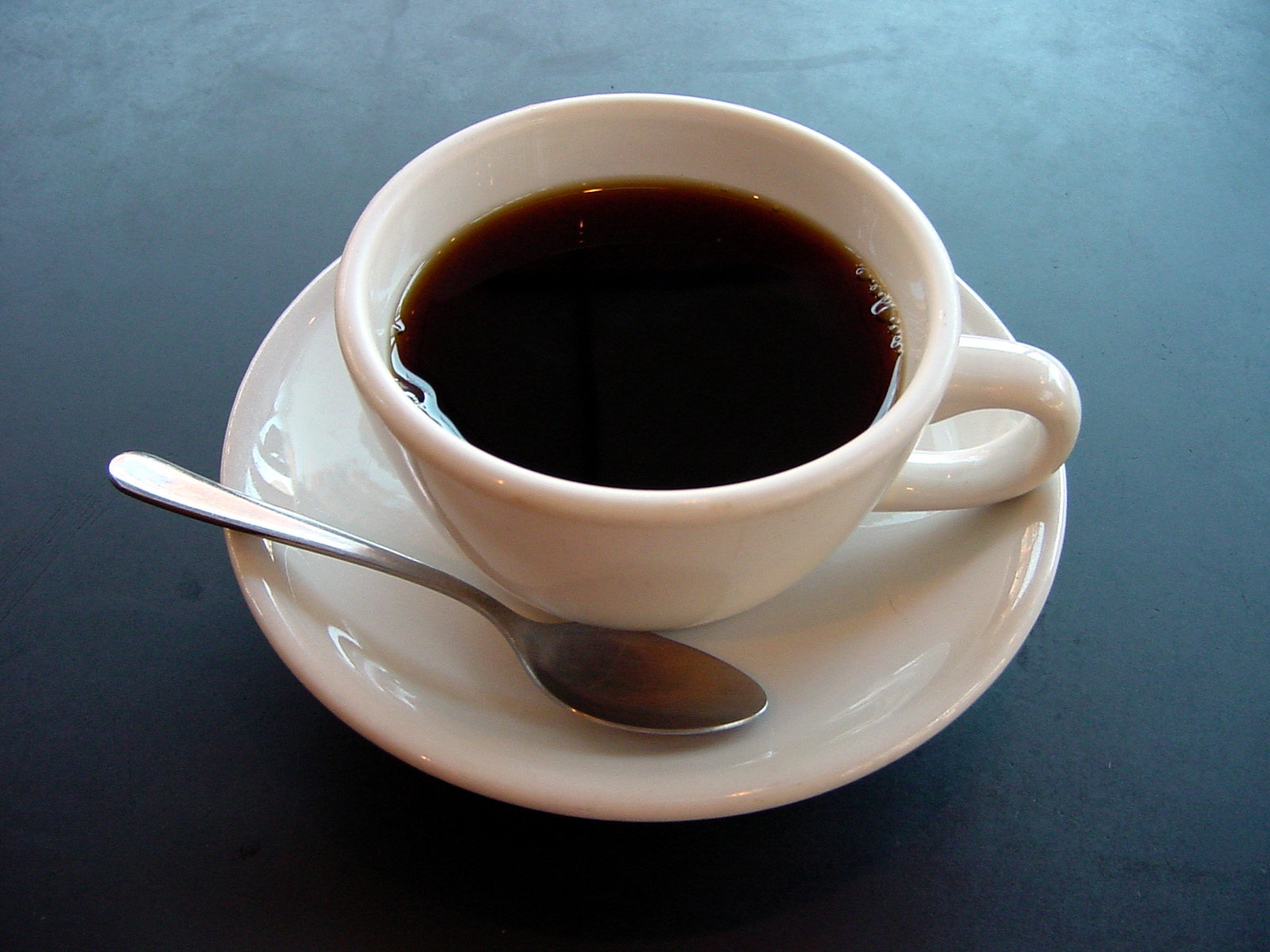
La caféine contenue dans le café est l'un des stimulants les plus consommés au monde, malgré l'accoutumance que cette dernière provoque et donc inéluctablement la baisse de son effet stimulant.

Un stimulant est une substance qui augmente l'activité du système nerveux sympathique facilitant ou améliorant certaines fonctions de l'organisme. Parmi les stimulants fréquemment consommés, on trouve la caféine contenue dans le thé et le café, ainsi que la nicotine présente en grandes quantités dans le tabac.
Les substances à effet stimulant augmentent l'activité du système sympathique assez progressivement mais de manière prolongée, se distinguant de celles à effet excitant assez rapide mais relativement limité dans le temps. 
Les stimulants sont utilisés à but thérapeutique pour augmenter la vigilance mais certains d'entre eux sont utilisés de manière détournée pour un usage récréatif. Ils sont aussi parfois utilisés de façon détournée pour augmenter la résistance, la productivité ou supprimer l'appétit.
Certains sont même utilisés pour le dopage sportif comme l'heptaminol.
Les stimulants induisent un sentiment d'euphorie ou/et un sentiment d'éveil. Ils accélèrent le rythme cardiaque et augmentent la fréquence respiratoire et la pression artérielle.

## Liste des substances stimulantes et pharmacologie
Les stimulants augmentent l'activité du système nerveux central. On peut les classer en plusieurs catégories selon leur mode d'action :
- les antagonistes des récepteurs à l'adénosine (caféine, théophylline, théobromine)
- les modulateurs allostériques positifs des récepteurs AMPA (aniracétam, piracétam, oxiracétam et phenylpiracétam)
- Les anti-NMDA (Mémantine)
- les cholinergiques (nicotine, arécoline , rivastigmine, galantamine)
- les libérateurs de dopamine (amphétamine, méthamphétamine)
- les inhibiteurs de la recapture de la dopamine (cocaïne, amphétamine, méthamphétamine, méthylphénidate cathinones, certains antidépresseurs)
- les libérateurs de noradrénaline (amphétamine, méthamphétamine, ces deux derniers agissant aussi comme dopaminergiques)
- les inhibiteurs de la recapture de la noradrénaline (méthylphénidate, amphétamine, méthamphétamine, certains antidépresseurs)
- les agonistes des récepteurs à l'orexine (TAK-925)
- Les inhibiteur de la recapture de l'histamine (Pitolisant)
- Les eugéroïques (modafinil)
- les libérateurs de la sérotonine (tramadol, MDMA (ecstasy), MDA, méphédrone, méthylone, amphétamine, méthamphétamine)
- les inhibiteurs de la recapture de la sérotonine (amphétamine, méthamphétamine, ISRS)

## Liste des plantes stimulantes
| Plante          | Partie utilisée | Substance concernée                | Statut légal (en France) |
| --------------- | --------------- | ---------------------------------- | ------------------------ |
| caféier         | graine          | caféine, théobromine, théophylline | légal                    |
| théier          | feuille         | caféine, théobromine, théophylline | légal                    |
| guarana         | fruit           | caféine, théobromine, théophylline | légal                    |
| guayusa         | feuille         | caféine                            | légal                    |
| ginseng         | racine          | stéroïde                           | légal                    |
| maca            | racine          | macamides, macaènes                | légal                    |
| tabac           | feuille         | nicotine                           | réglementé               |
| coca            | feuille         | cocaïne, ecgonine                  | stupéfiant               |
| Palmier à bétel | noix d'arec     | arécoline                          | légal                    |
| bétel           | feuille         | chavibétol, chavicol, cadinène     | légal                    |
| yerba mate      | feuille         | caféine, théobromine, théophylline | légal                    |
| khat            | feuille         | cathinone, cathine                 | stupéfiant               |
| cacao           | graine (fève)   | chavibétol, chavicol, cadinène     | légal                    |
| cola            | noix de cola    | caféine, théobromine, théophylline | légal                    |
| ephedra         | plante entière  | éphédrine, pseudoéphédrine         | légal                    |
| éleuthérocoque  | plante entière  | β-Sitostérol, Éleuthéroside        | légal                    |

La plupart contiennent de la caféine, dont l'accoutumance peut apparaître après plusieurs semaines d'usage continue et le sevrage peut apparaître rapidement (quelques jours) et causer des céphalées, nausées et de la somnolence, il est donc conseillé de l'utiliser qu'un jour sur deux, en alternance avec un autre stimulant d'effet similaire (A noter qu'alterner en différentes plantes contenant de la caféine ne sert a rien, de même qu'alterner entre caféine et théophylline).
Il serait peut-être possible de réduire l'accoutumance a la caféine en prenant, en même temps, du magnésium ou un antagoniste NMDA léger comme la mémantine, mais cela n'est pas prouvé scientifiquement.

## Addiction & accoutumance
Certains stimulants augmentent la concentration de certains neurotransmetteurs impliqués dans la sensation de plaisir. Ils peuvent donc induire une forte sensation d'euphorie et/ou de bien-être chez le consommateur, et l'amener à une addiction.
L'exemple le plus connu d'addiction à un stimulant est celui du tabagisme, donc de l'addiction à la nicotine, mais on peut également citer la cocaïnomanie et l'addiction aux amphétamines. De même, des symptômes de sevrage peuvent être ressentis après l'arrêt brutal de certains antidépresseurs, ce qui implique une certaine forme d'addiction préalable.
La rapidité de l'apparition de la dépendance et son intensité, comme pour toute autre drogue addictive, dépendent de multiples facteurs : 
- la nature du stimulant ;
- la fréquence de la consommation ;
- l'importance des doses consommées ;
- la voie d'administration de la substance : plus l'effet du stimulant se fait sentir rapidement, plus le risque d'addiction est élevé, car le cerveau associe plus directement le stimulant à la sensation de plaisir. Ainsi, l'injection intraveineuse de la substance est potentiellement plus addictive que son ingestion ;
- l'âge et la personnalité du consommateur, etc.
- les prédisposition génétiques[3].

La forte envie, pour une personne dépendante à un stimulant, de continuer à consommer le produit auquel elle est dépendante est parfois nommée craving, de l'anglais « désir ardent, appétit insatiable ».
De plus, les amphétamines, la nicotine, la caféine, la théophylline, les antidépresseurs, l'éphédrine et la pseudoéphédrine créent une accoutumance au bout de quelque temps d'usage (environ 2 mois pour la nicotine, 6 semaines au moins pour la caféine, 6 mois au moins pour les antidépresseurs, 10 jours pour la pseudoéphédrine et probablement pour l'éphédrine)[réf. souhaitée].